# Dècada del 170

## Esdeveniments
- Roma derrota els marcomans, un dels pobles germànics
- Galè tracta a Roma el fill de l'emperador i comença a fer preparats mèdics

## Personatges destacats
- Marc Aureli, emperador romà (161-180)
- Claudi Ptolemeu
- Galè
- Soter I, papa (166-175)
- Llucià, escriptor grec.
- Avidi Cassi, un destacat general de Marc Aureli.